# گاوکونیگسهوفن
گاوکونیگسهوفن (به آلمانی: Gaukönigshofen) یک شهر در آلمان است که در Würzburg واقع شده‌است.